# Signor Gi Bi
 Signor Gi Bi  è un corto diretto da Nico Cirasola, presentato in anteprima il 12 maggio 2010 presso la libreria Feltrinelli di Bari.

## Trama
La ricostruzione storica della vita del Signor Gi Bi (Gino Boccasile) disegnatore e pubblicitario, tra marchi famosi e “Signorine Grandi firme”, tra manifesti della Fiera del Levante e cartoline per la Repubblica di Salò.

## Produzione
Il corto è ambientato e girato in Puglia, in particolare a Bari e Corato. Alcune scene sono girate al Lago di Garda. È prodotto con il contributo dell’Apulia film commission e con il sostegno del Comune di Corato.